# Aqua (コンピュータ)

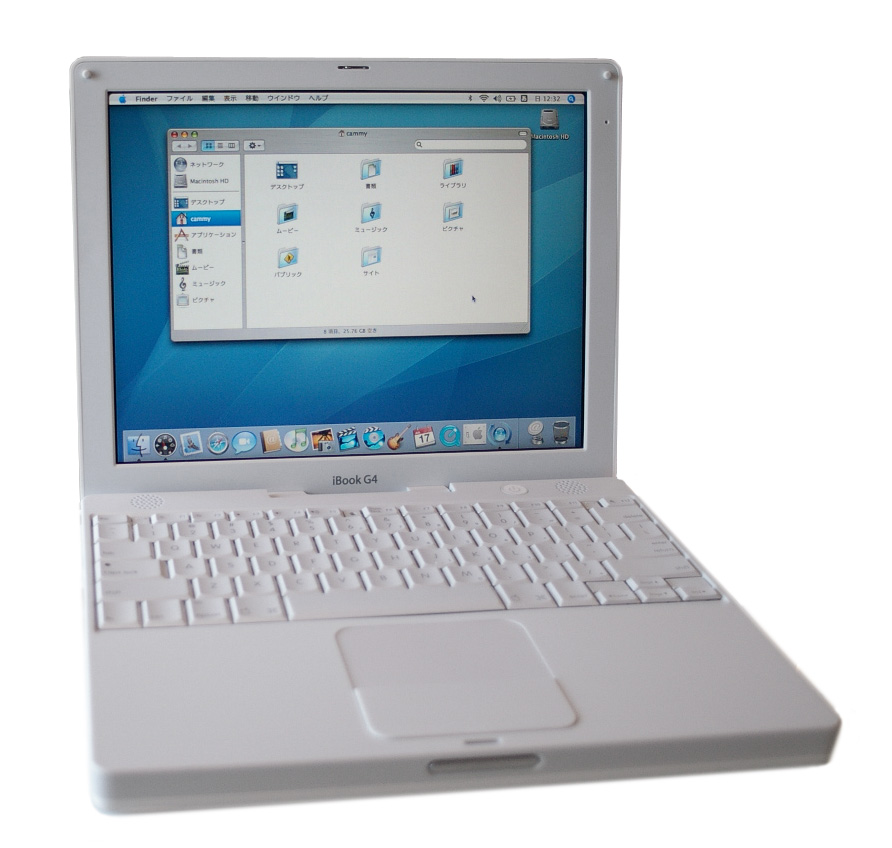
Aquaデザインのデスクトップ画面 (Mac OS X v10.4) を表示しているiBook G4

Aqua（アクア）とは、AppleがMac OS X v10.0で採用した一連のGUIのデザイン（ビジュアルテーマ）の名称である。

## 概要
水や滴（しずく）をイメージした、白と水色が基調の立体的なGUIが特徴である。流れるようなアニメーションが用いられ、動的な操作性を提供する。スコット・フォーストールが開発を主導した。
Aquaは2D部分をQuartzと呼ばれるグラフィックライブラリによって、PDFベースで実現され、レンダリング、アンチエイリアス、合成といった機能が備わっている。また、当初3D部分はOpenGLをベースにしていた。
初期のMac OS XではGUI全体の動作速度について批判されていたが、アップデートのたびに、Quartz ExtremeやCore ImageによりGPUに処理を渡すことで改善された。

## 導入の背景

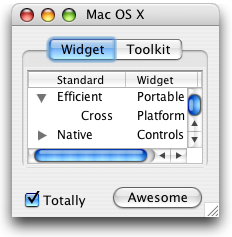
Mac OS XにおけるStandard Widget Toolkit（SWT）のインターフェース。スクロールバーやチェックボックス等に水滴を想起させるデザインを反映している。

1990年代、Appleは長年 Pink、Taligent、Coplandといったコードネームのプロジェクトを含む次世代のMac OSの開発に取り組んできたが失敗していた。Mac OS Xは最終的にはOpenStepベースで構築されたが、これはAppleがNeXTを買収し、同社のCEOであるスティーブ・ジョブズがAppleに復帰した後のことである。
Rhapsodyの開発コードネームで知られる次世代のオペレーティングシステムは、結果的に通常のデスクトップユーザの利用は想定されないサーバー向けのリリースとなった。そのため、GUIもMacOS 8の「Platinum」とOpenStepの外観を融合した暫定的なユーザインタフェイスに留まった。一般ユーザ向けリリースでは、より分かりやすく新しいGUIの必要性を認識していたAppleは、スコット・フォーストールを中心としたチームによって新たなGUIの開発は進行し、2000年1月のMacworld Expoで発表された。その発表時、ジョブズは「液体のようであること、見たときに舐めたくなるようなデザインが目標の１つであった」と語った。

## 変遷
OSのメジャーアップデートのたびに、デザインにも手を加えられ、初期の姿からは大きく変貌している。またMac OS X v10.2以降、2xAGP以上のバスに接続されたGPUが搭載されたマシンでは、Quartz Extremeにより高速な描画が可能である。Mac OS X v10.3からMac OS X v10.4までは金属表面のヘアライン処理を意識した “Brushed Metal” と呼ばれるユーザインタフェースデザインも併用され、Mac OS X v10.5以降は従来のAquaと統合された。
Mac OS X v10.3までのAquaウインドウのタイトルバーやプルダウンメニューは、半透明で淡い横縞模様が入った特徴的なデザインであったが、Mac OS X v10.4でAquaウインドウのタイトルバーが灰色無地で不透明になり、メニューの透明度も下げられた。
Mac OS X v10.5では、“Brushed Metal” デザインがAquaデザインに加わり、タイトルバーがグレーになった。プッシュボタンから水色の影がなくなった。プルダウンメニューの背景は不透明になり、コンテキストメニューは低い透明度の白無地になった。
Mac OS X Lionでは従来の水色のスクロールバーが操作時にのみ表示されるグレーのオーバーレイ・スクロールバーに変えられた。プッシュボタンが角の丸い長方形となった。タブ、プルダウンメニューから水色が排された。
アプリケーションやツールバーのアイコンは、ガラスやステンレスやプラスチックを思わせる、透明感や光沢を強調した写実的なものが用いられていたが、Mac OS X v10.3あたりからアルミや不透明なプラスチックを意識した、ソリッドなアイコンも使われるようになった。
iOSのデザインにも多大な影響を与えていたが、ジョナサン・アイブがユーザインタフェイスを含めたApple製品全般のデザインを統括するようになり、一気にソフトウェアの方向性が変わった。それにより、iOS 7を皮切りにApple製品のOSがフラットデザインに徐々に移行し、MacのOSもOS X Yosemiteでフラットデザインに移行となり、一部の古いソフト以外で従来のAqua/Brushed Metalデザインは使われなくなった。
WWDC 2025にて、Liquid Glassが発表されると、Aquaの発展版との指摘も見受けられるようになった。